# 신뢰성, 가용성, 편리성
신뢰성, 가용성, 편리성(Reliability, Availability and Serviceability, RAS)은 신뢰성 공학, 고가용성 및 서비스 가능성 설계와 관련된 컴퓨터 하드웨어 엔지니어링 용어이다. 이 문구는 원래 IBM(International Business Machines)에서 메인프레임 컴퓨터의 견고성을 설명하는 용어로 사용되었다.
더 높은 수준의 RAS로 설계된 컴퓨터에는 데이터 무결성을 보호하고 장기간 오류 없이 사용할 수 있도록 돕는 많은 기능이 있다. 이러한 데이터 무결성 및 가동 시간은 메인프레임 및 장애 허용 시스템의 특별한 판매 포인트이다.

## 같이 보기
- 고가용성
- 다중화 (시스템)
- 종합 군수 지원